# Werner Krafft
Werner Krafft ist ein deutsches Stummfilmdrama aus dem Jahr 1916 von Carl Froelich.

## Handlung
Werner Krafft hat sich vom einfachen Schlosser zum Kompagnon des Zündholzfabrikanten Kleinschmidt hochgearbeitet. Auf dessen testamentarischen Wunsch hin verlobt sich Krafft mit Erika, der Tochter des Werkmeisters Waldhaus. Diese aber pflegt ein intimes Verhältnis mit dem Juniorchef, Heinz Kleinschmidt. Als Erikas Doppelspiel kurz vor der geplanten Hochzeit mit Werner auffliegt, wird die Verlobung gelöst, und sie muss Heinz heiraten.
In der Vorarbeiterin Anni hat Werner Krafft schließlich sein Glück gefunden. Anni kann verhindern, dass die Erfindung von Krafft, der sich immer mehr als gescheiter Kopf erweist, durch die rachsüchtige Erika zerstört wird. Durch Erikas perfiden Plan fängt die gesamte Fabrikanlage Feuer, und Erika kommt dabei ums Leben. Ihr Mann Heinz Kleinschmidt ist über Nacht pleite. Für Krafft ist dies wie ein Weckruf zum Neubeginn: Er heiratet Anni und baut eine eigene Fabrik auf.

## Produktionsnotizen
Werner Krafft, manchmal auch mit den Untertiteln: Roman eines Erfinders und Der Maschinenbauer benannt, wurde im Frühling 1916 im Messter-Film-Atelier in der Berliner Blücherstraße 32 gedreht. Der Film besaß eine Länge von vier Akten und wurde nach seiner Zensur im Mai 1916, die ein Jugendverbot erbrachte, am 17. August 1916 uraufgeführt. In Wien konnte man Werner Krafft ab dem 16. Februar 1917 sehen. Dort besaß der Film eine Länge von etwa 1500 Metern.

## Kritiken
In Paimann’s Filmlisten ist zu lesen: „Stoff, Spiel und Photos sehr gut, Fabriksbilder interessant, doch etwas zu lang.“